# Delitto al circolo del tennis
Pour plus de détails, voir Fiche technique et Distribution.
Delitto al circolo del tennis est un giallo yougoslavo-italien réalisé par Tonino Ricci et sorti en 1969.

## Synopsis
Un groupe de jeunes de la classe moyenne qui s'ennuient et recherchent des sensations fortes oblige le riche père de l'un d'entre eux à rompre l'équilibre moral.

## Fiche technique
- Titre original italien : Delitto al circolo del tennis[1]
- Titre yougoslave : Zlocin u tenis klubu
- Réalisation : Franco Rossetti
- Scénario : Ugo Guerra (it), Alberto Moravia, Franco Rossetti, Francesco Scardamaglia (it)
- Photographie : Vittorio Storaro
- Montage : Alberto Gallitti
- Musique : Phil Chilton, Peter L. Smith
- Décors : Giuseppe Bassan, Dusan Jericevic, Mauro Vigneti
- Costumes : Gaia Romanini (it)
- Société de production : Daiano Film, Leone Film (Rome), Jadran Film (Zagreb)
- Pays de production :  Italie -  Yougoslavie
- Langue originale : italien
- Format : couleurs par Technicolor - 2,35:1 - 35 mm
- Durée : 91 minutes
- Genre : giallo
- Dates de sortie :
  - Italie : 29 décembre 1969

## Distribution
- Anna Gaël : Benedetta Varzi
- Roberto Bisacco : Sandro
- Angela McDonald : Lilla Dossi
- Chris Avram : Riccardo Dossi
- Mario Guizzardi : Richter
- Claudio Trionfi :
- Adalberto Rossetti :
- Mato Grkovic :
- Branko Spoljar :
- Gregorin Yoza :
- Joza Gregorin :